# San Cristóbal los Baños
San Cristóbal los Baños är en ort i Mexiko, tillhörande kommunen Ixtlahuaca i den västra delen av delstaten Mexiko. San Cristóbal los Baños hade 4 337 invånare vid folkräkningen 2010.